# 米尔 (上萨瓦省)
米尔（法語：Mûres，法語發音：[myʁ]）是法国上萨瓦省的一个市镇，属于阿讷西区。

## 地理
米尔（45°48'21"N, 6°2'19"E）面积5.23 平方千米，位于法国奥弗涅-罗讷-阿尔卑斯大区上萨瓦省，该省份为法国东部省份，历史上为薩伏依的一部分，北与瑞士接壤，西接安省，南至萨瓦省，东与瑞士和意大利接壤。
与米尔接壤的市镇（或旧市镇、城区）包括：谢朗河畔阿尔比、格吕菲、埃里叙拉尔比、维于拉谢萨。

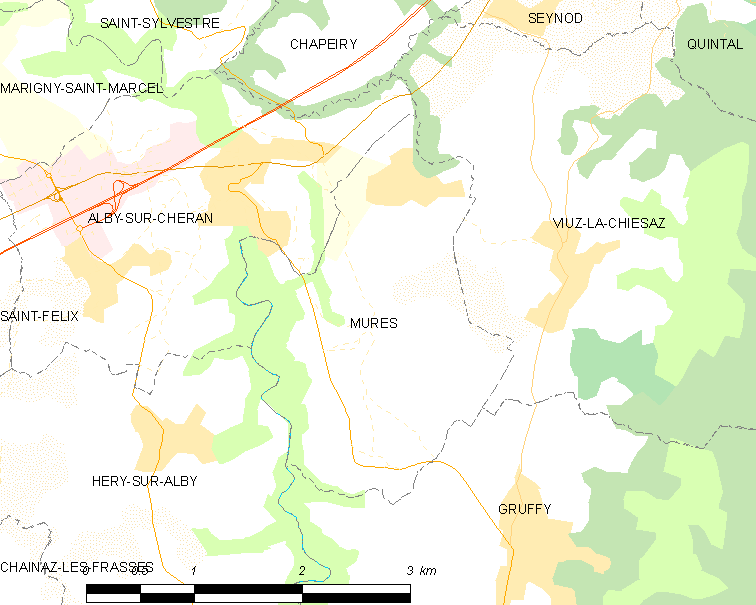
的OSM定位图

米尔的时区为UTC+01:00、UTC+02:00（夏令时）。

## 行政
米尔的邮政编码为74540，INSEE市镇编码为74194。

## 政治
米尔所属的省级选区为吕米伊县。

## 人口

1962-2008年间人口变化图示

米尔于2022年1月1日时的人口数量为882人。